# Cerchiara di Calabria
Cerchiara di Calabria là một thị xã và comune  ở tỉnh Cosenza trong vùng Calabria miền nam nước Ý.
Đô thị Cerchiara di Calabria có diện tích ki lô mét vuông, dân số thời điểm năm 2007 là người.
Đô thị này có các đơn vị dân cư (frazioni) sau:
Cercharia nằm trên địa điểm cổ của Arponium ở Magna Graecia, dưới tên Byzantine Circlarium. Trong thời kỳ Norman nó thuộc lãnh thổ của dòng họ Clermont (Chiaramonte) khi phần lớn các thể chế Byzantine được cải cách theo Latin.

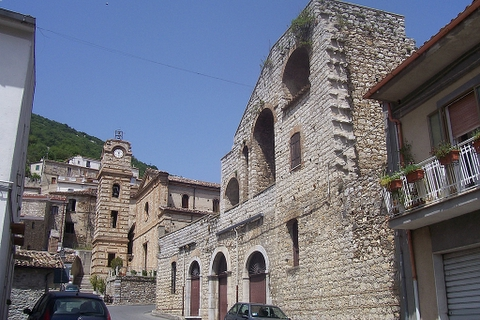
Nhà thờ San Pietro

Thị xã nổi tiếng với thánh đường S. Maria delle Armi. 